# 斎藤数馬
斎藤 数馬（さいとう かずま）は、日本の元アマチュア野球選手（投手）。

## 経歴・人物
浜田高校では、1967年夏の甲子園県予選で準決勝に進むが、その準決勝で惜しくも、益田農林高校に敗れ、甲子園出場を果たすことができなかった。同年の日韓親善高校野球において、島根県選抜チームにも選ばれた。
高校卒業した後に、東洋紡岩国に入社した。1968年の都市対抗野球でクラレ岡山の補強選手として、自身にとって初めて都市対抗への出場を果たした。翌年の1969年の都市対抗野球でも電電中国の補強選手として、出場を果たした。また、同年の第13回選抜社会人野球岡山大会では、優秀投手賞に選ばれた。
東洋紡岩国に在籍していた際に、1969年のドラフト会議で広島東洋カープから8位指名を受けたが、入団を拒否し、チームに残留した。
その後、1970年の都市対抗野球で東洋紡岩国が5年ぶりの出場を果たした。1972年の都市対抗野球までに5年連続で出場した。1976年に東洋紡は野球部を休止した。